# Euryarthron
Euryarthron is een geslacht van kevers uit de familie van de loopkevers (Carabidae). De wetenschappelijke naam van het geslacht is voor het eerst geldig gepubliceerd in 1849 door Guerin-Meneville.

## Soorten
Het geslacht Euryarthron omvat de volgende soorten:
- Euryarthron babaulti (W.Horn, 1926)
- Euryarthron bennigseni (W.Horn, 1897)
- Euryarthron bocandei (Guerin-Meneville, 1849)
- Euryarthron bouvieri (Babault, 1921)
- Euryarthron brevisexstriatum (W.Horn, 1922)
- Euryarthron cosmemosignatum (W.Horn, 1914)
- Euryarthron dromicarium (H.Kolbe, 1894)
- Euryarthron festivum (Dejean, 1831)
- Euryarthron gerstaeckeri (W.Horn, 1898)
- Euryarthron gibbosum (W.Horn, 1894)
- Euryarthron nageli Cassola, 1983
- Euryarthron oscari (W.Horn, 1904)
- Euryarthron planatoflavum (W.Horn, 1922)
- Euryarthron postremus Schule & Werner, 2008
- Euryarthron quadristriatum (W.Horn, 1897)
- Euryarthron reticostatum (W.Horn & Wellman, 1908)
- Euryarthron revoili (Fairmaire, 1882)
- Euryarthron saginatum (W.Horn, 1912)
- Euryarthron sodalis Schule & Werner, 2008
- Euryarthron waageni (W.Horn, 1900)
- Euryarthron waltherhorni Cassola, 1983